# جون إيفانز (لاعب كرة قدم بريطاني)
جون إيفانز (بالإنجليزية: John Evans)‏ (24 مارس 1941 في المملكة المتحدة - ) هو لاعب كرة قدم بريطاني في مركز الظهير. لعب مع نادي ريل ونادي تشستر سيتي.